# Kōstas Tsiaras
Kōstantinos Alexandrou Tsiaras, meglio noto come Kōstas Tsiaras (in greco Κωνσταντίνος Αλεξάνδρου Τσιάρας?; Karditsa, 2 luglio 1966), è un politico greco, ricopri la carica di Ministero dello sviluppo rurale e alimentazione nel secondo governo di Kyriakos Mītsotakīs.

## Biografia
Nato a Karditsa, in Tessaglia, nel 1966, si è laureato presso la facoltà di medicina dell'Università Democrito di Tracia e ha ottenuto un dottorato presso la facoltà di medicina dell'Università Nazionale Capodistriana di Atene. Ha compiuto inoltre degli studi post laurea in centri universitari svedesi sulla tecnica della fecondazione in vitro (FIV). Nel periodo universitario è stato membro della DAP-NDFK, l'organizzazione giovanile-studentesca del partito Nuova Democrazia.

### Carriera politica
È stato eletto in parlamento con Nuova Democrazia nel 2004 nella circoscrizione di Karditsa ed è stato riconfermato alle elezioni del 2007, del 2009, maggio e giugno 2012, gennaio e settembre 2015, e 2019. Durante la sua attività parlamentare è stato segretario del suo stesso gruppo ed è stato membro della Commissione permanente per gli affari sociali, della Commissione per l'uguaglianza e i diritti e della Commissione per l'ortodossia.
Nel 2012 è stato nominato dal Primo ministro Antōnīs Samaras come Viceministro degli affari esteri, rimanendo in carica fino alle dimissioni del Ministro Dīmītrīs Avramopoulos il 24 giugno 2013.
Il 9 luglio 2019 il Primo ministro Kyriakos Mītsotakīs lo ha nominato Ministro della giustizia.

## Vita privata
È sposato con Aggelikī Stergioulī, una biologa molecolare, e ha tre figli.